# Resultado fiscal
Resultado fiscal é a diferença entre a arrecadação tributária e os gastos públicos em um determinado período. Para entender as contas públicas, os resultados são analisados em três dinâmicas: resultado primário, resultado operacional e resultado nominal.
Em 2016, a Secretaria do Tesouro Nacional publicou a Portaria STN nº 286, que criou o Grupo de Trabalho do Resultado Fiscal - GTFIS composto de técnicos da instituição com o objetivo de aprimorar os conceitos do resultado fiscal (primário e nominal), afim de padronizá-los para todos os entes da federação e harmonizar o resultado com a evolução do endividamento líquido e balanço patrimonial dos entes federados. O produto do GTFIS foi a completa reformulação do modelo do demonstrativo e das orientações para sua elaboração. Com essa alteração, o resultado primário e o resultado nominal serão apresentados no mesmo demonstrativo, denominado Demonstrativo dos Resultados Primário e Nominal, a partir da 8ª Edição (válido a partir do exercício de 2018) do Manual de Demonstrativos Fiscais (MDF).

## Resultado Primário
Ver Saldo primário

O resultado primário é a diferença entre a receita tributária e os gastos públicos sem levar em conta as despesas com os juros da dívida pública. Quando os gastos ficam abaixo das receitas, gera-se um superávit primário.

## Resultado Operacional
O resultado operacional é diferença entre a receita tributária e todos os gastos, incluindo as despesas com a dívida pública, ajustada de forma a excluir o efeito da inflação nas contas do período.

## Resultado Nominal
O resultado nominal é a diferença entre a receita tributária e as despesas, incluindo o serviço da dívida pública, sem nenhum ajuste. Quando as despesas totais superam a receita, o resultado é um déficit nominal.

## Responsabilidade na Gestão Fiscal dos Recursos Públicos
A Lei Complementar nº 101, de 4 de maio de 2000 – Lei de Responsabilidade Fiscal (LRF), no intuito de proporcionar responsabilidade na gestão fiscal dos entes públicos, determinou que os respectivos projetos de Lei de Diretrizes Orçamentárias – PLDO sejam compostos com um Anexo de Metas Fiscais, em que serão estabelecidas metas anuais, em valores correntes e constantes, relativos a resultados nominal e primário e montante da dívida pública, para o exercício a que se referirem e para os dois seguintes.
A LRF determinou que o Relatório Resumido da Execução Orçamentária – RREO seja acompanhado de demonstrativo que examinem o cumprimento das metas fiscais, relativas aos resultados nominal e primário, estabelecidas na LDO como forma de garantir o equilíbrio das contas públicas conforme planejado.